# Andrzej Chmiel
Andrzej Chmiel (ur. 28 stycznia 1964 w Zamościu) – polski nauczyciel i polityk, poseł na Sejm I kadencji.

## Życiorys
Ukończył w 1990 studia na Wydziale Humanistycznym Wyższej Szkoły Pedagogicznej w Krakowie. Pracował jako nauczyciel. W wyborach w 1991 uzyskał mandat posła na Sejm I kadencji. Został wybrany w okręgu chełmsko-zamojskim z listy Konfederacji Polski Niepodległej. Zasiadał w Komisji Rolnictwa i Gospodarki Żywnościowej oraz w Komisji Edukacji, Nauki i Postępu Technicznego. W 1993 nie uzyskał reelekcji. Później wycofał się z działalności politycznej.